# Ватола (Салерно)
Ватола је насеље у Италији у округу Салерно, региону Кампанија.
Према процени из 2011. у насељу је живело 441 становника. Насеље се налази на надморској висини од 439 м.